# قانون تسعيرة الخبز والبيرة

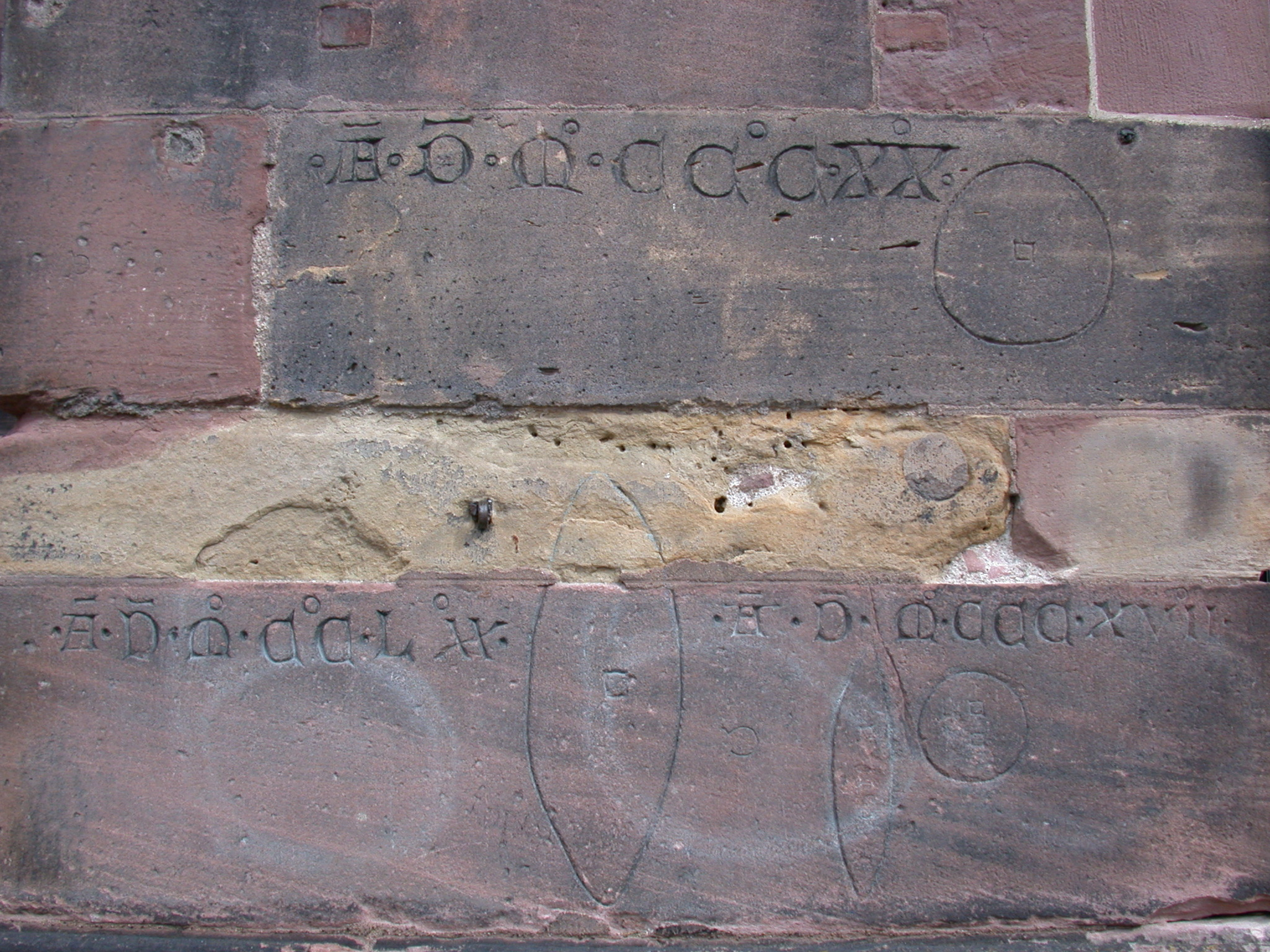
مقاييس الخبز على الجزء الأمامي من دعامة البرج الشمالية الغربية لوزير فرايبورغ

قانون تسعيره الخبز والبيرة (باللاتينية: Assisa panis et cervisiae)(بالإنجليزية: Assize of Bread and Ale) هو قانون وجد في القرن الثالث عشر في العصور الوسطى المتقدمة بإنجلترا والذي قام بتنظيم كلً من أسعار ووزن وجودة الخبز والبيرة التي تصنع وتباع في المدن والقرى والنجوع. وقد كان بدوره أول قانون في التاريخ البريطاني يقوم بتنظيم إنتاج وبيع الأطعمة.
وعلي المستوي المحلي أدى هذا إلى خلق نظام تراخيص منظم لسعر السوق، مع وجود رسوم متكررة بدون سبب، وتوقيع الغرامات والعقوبات على منتهكي تلك القوانين بالمناطق الريفية والقرى، وقد تم سن هذا النظام والقانون من قبل الضباط والحكام، الذين استمرو بعقد جلسة المحكمة لمدة ثلاثة اسابيع متتالية، ولكن قد عدل قوانين سعر الخبز من قبل واضعيها لعام 1822 و1836، والتي بموجبها يجب أن تباع الأرغفة بعملة الجنيه الاسترليني، أو بعملات مزدوجة، ولكن قد ألغي اخيرا بموجب قوانين مراجعة القوانين الأساسية لعام 1863.

### معلومات المراجع الكاملة
- "The Assizes of Bread, Beer, & Lucrum Pistoris". Internet Medieval Sourcebook. Fordham University. 1999. مؤرشف من الأصل في 2023-04-28. اطلع عليه بتاريخ 2017-04-09.
- Bennett، Judith M. (2004). Women in the Medieval English Countryside. New York: Oxford University Press. ISBN:978-0195045611. مؤرشف من الأصل في 2023-05-02.
- Cartwright، Peter (2001). Consumer Protection and the Criminal Law. Cambridge: Cambridge University Press. ص. 152. ISBN:0-521-59080-9. مؤرشف من الأصل في 2023-05-02.
- Davis، James (2004). "Baking for the common good: a reassessment of the assize of bread in Medieval England". The Economic History Review. ج. 57 ع. 3: 464–502. DOI:10.1111/j.1468-0289.2004.00285.x. JSTOR:3698543. S2CID:154643188.
- Gibbins، Henry de Beltgens (1897). The Industrial History of England. London: Methuen & Co.
- Hornsey، Ian (2004). A History of Beer and Brewing. London: Royal Society of Chemistry. ISBN:0-85404-630-5. مؤرشف من الأصل في 2023-04-28.
- Ross، Alan S. C. (1956). "The Assize of Bread". The Economic History Review. ج. 9 ع. 2: 332–342. DOI:10.2307/2591750. JSTOR:2591750.
- Wood، Diana (2002). Medieval Economic Thought. Cambridge: Cambridge University Press. ISBN:0-521-45893-5. مؤرشف من الأصل في 2023-04-28.